# Erich Burgener
Pour les personnes ayant le même patronyme, voir Burgener.
Erich Burgener est un gardien de football suisse né le 15 février 1951 à Rarogne, en Valais.

## Biographie

### En club
- 1969-1970 :  FC Rarogne
- 1970-1981 :  Lausanne-Sport
- 1981-1987 :  Servette FC

### En sélection
- 64 sélections entre 1973 et 1986 en équipe de Suisse.

## Palmarès
- Vainqueur du Championnat Suisse en 1985
- Vainqueur de la Coupe de Suisse en 1981, 1984[1]